# Merkabah
Pour les articles homonymes, voir Merkava.
La Merkaba (de l'hébreu מְֶרכָָּבה (merkavah)) est un thème du mysticisme juif en lien avec[pas clair] la vision du trône céleste et du char divin. Ces spéculations[Lesquelles ?] prennent leur origine dans le premier chapitre du Livre d'Ézéchiel que la Mishna appelle  Ma'asseh Merkaba. Ce thème a donné lieu à la production d'un grand nombre de textes et de traités en hébreu et en araméen. Il a été repris et le concept révisé par le mouvement du New Age, dans lequel il désigne une propriété secrète de l'être humain à s'affranchir de la matérialité pour voyager dans l'espace et le temps.

## Étymologie
Le nom merkaba signifie en  hébreu « char », de la racine rkb qui signifie « être assis, être porté, monter sur un cheval ou un char ». Le terme n'apparaît pas dans la vision du livre d'Ézéchiel. Il est utilisé dans le sens de char divin dans le Premier livre des Chroniques (1Ch 28,18). Il est appliqué pour la première fois dans un contexte mystique dans le Siracide (49:8) : « Ezéchiel contempla la vision de gloire, que le Seigneur lui montra sur le char des Chérubins ». Dans la Mishna (traité Haguiga 2:1), le premier chapitre du Livre d'Ézéchiel est appelé Ma'asseh Merkaba (« l'Œuvre du Char »).

## La Merkaba dans le judaïsme

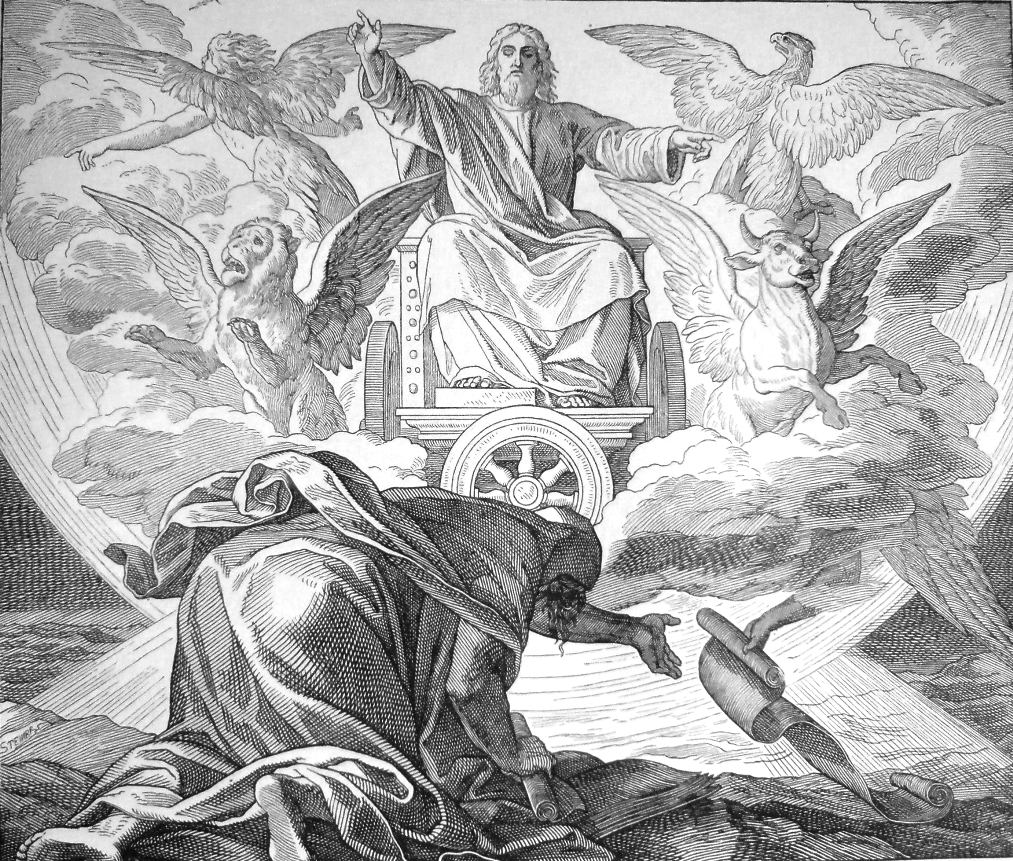
La vision du prophète Ezekiel.

Le concept de la Merkaba a son origine dans le premier chapitre du Livre d'Ézéchiel. Toute la mystique qui se développa à son sujet est appelée Maassé Merkavah, l'Œuvre du Char. Les praticiens de la Merkavah s'appellent les yordei Merkavah (ceux qui descendent vers la Merkavah), et avancent que l'atteinte des firmaments les plus élevés peut se faire à base de sonorités et de prières lancinantes et répétitives, si nombreuses qu'elles constituent un corpus imposant et respectable.
Les principaux textes traitant de la mystique de la Merkaba datent des Ve et VIe siècle. Ils ont été importés en Europe depuis les centres d'étude de Babylonie via l'Italie et l'Allemagne et ils ont été conservés dans des manuscrits datant du bas Moyen Âge. La plupart de ces textes porte le nom de livre des Hekhalot (c'est-à-dire livre des Palais) et contient la description des Palais et des épreuves que le mystique traverse dans son voyage vers la Merkavah. Les principaux acteurs de cette littérature sont les tannaïm Yohanan ben Zakkaï, Rabbi Eliezer ben Hyrcanos, Rabbi Akiva, Ishmaël ben Elisha le grand prêtre (le grand-père du tanna Rabbi Ishmaël) et Nehuniah ben ha-Kanah (Talmud de Jérusalem Haguiga 2,  Talmud de Babylone Shabbat 80b).
D'après l'auteur kabbaliste et hébraïsant Georges Lahy, connu sous le pseudonyme de Virya, la Merkaba ou Merkavah serait une pratique pré-kabbalistique qui serait apparue au Ier siècle av. J.-C.
Dans son Guide des égarés, Maïmonide identifie le Ma'asé mercabâ avec ce qu'il tient pour la plus haute des sciences, la métaphysique, qui conduit à la connaissance de Dieu.

## La Merkaba dans leNew Age
Chez certains auteurs, la Merkaba désigne un  « véhicule spirituel », ou  « corps de lumière » dont l'activation permettrait de voyager dans l'Univers et dans ses différentes dimensions par-delà la vitesse de la lumière et les limites du temps. Certains avancent qu'une telle faculté était jadis utilisée, notamment par les Égyptiens,. 
Des enseignements sur l'activation de la Merkaba ont fait leur apparition en Occident à la fin des années 1990.
La Merkaba serait activée par un certain type de méditation, de techniques de visualisation mentale, et sous la guidance d'êtres de lumière — tels que les Maîtres de Sagesse dont parle la Théosophie — des sages qui assisteraient l'humanité à partir des plans de conscience reliés à d'autres dimensions, pour faciliter l'évolution spirituelle de l'humanité.

## Merkaba dans la culture populaire
- Dans le romanThe Gospel According to Lazarus (publié en français sous le titre Lazare) de Richard Zimler, Jésus (Yeshua ben Yosef) est caractérisé comme un mystique et un guérisseur Merkaba.